# Oblast da Transcarpátia
A Transcarpátia ou Transcarpácia (ucraniano: Закарпаття) é uma região (óblast) da Ucrânia, sua capital é a cidade de Uzorodo. Seus limites se sobrepõem à antiga região da Transcarpátia.

## História
A Transcarpátia fez parte da Checoslováquia, após o colapso do Império Austro-Húngaro por causa da Primeira Guerra Mundial e o tratado de Versalhes, entre 1918 e 1938, sendo cedida aos húngaros após a ocupação alemã da Tchecoslvováquia, assim como o sul da Eslováquia. Este território, também conhecido por Ruténia, foi cedido à União Soviética em 29 de junho de 1945 e incorporado à República Socialista Soviética da Ucrânia em 22 de janeiro de 1946.

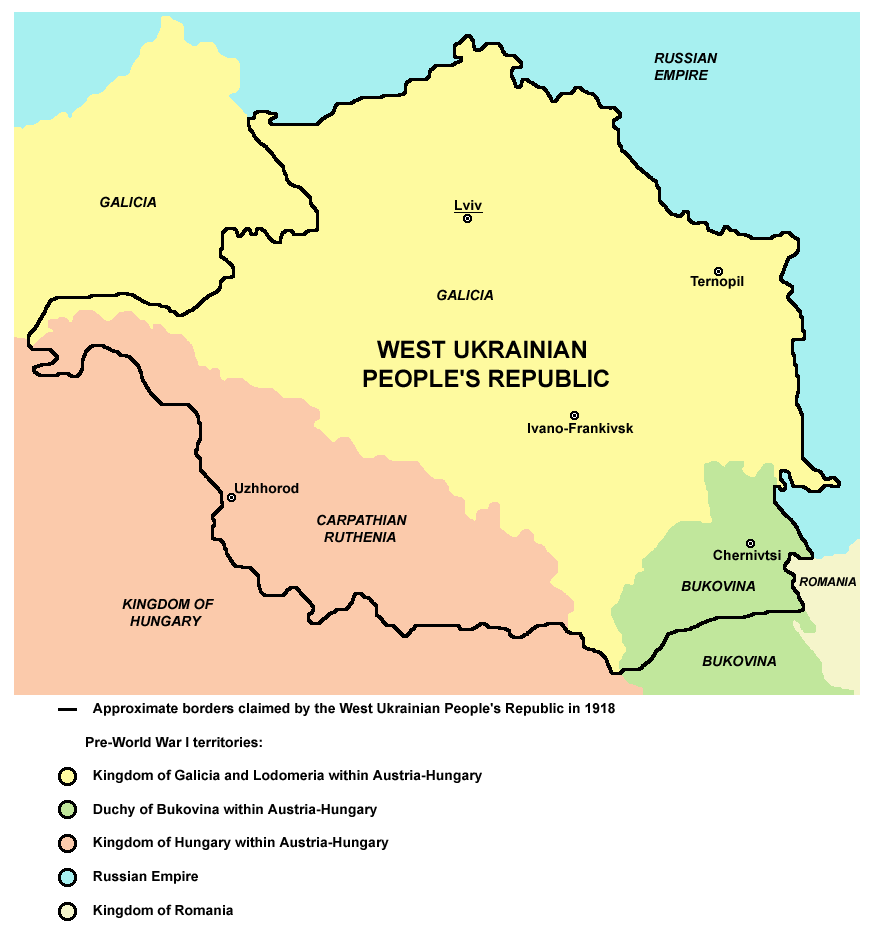

## Religião
Ortodoxos: 35,6% (Igreja Ortodoxa Ucraniana - Patriarcado de Moscou, 33,4%; Igreja Ortodoxa Ucraniana - Patriarcado de Quieve, 2,0%; Igreja Ortodoxa Autocéfala Ucraniana 0,1%).
Igreja Católica: 27,7% ( Igreja Greco-Católica Ucraniana, 22,4%; Igreja Católica Romana 5,2%).
Protestantismo: 23,2%.

## Divisões administrativas

Raions e cidades do oblast de Transcarpátia

O oblast de Transcarpátia está subdivido administrativamente em 13 raions (distritos) e 5 cidades (municipalidades) que estão diretamente subordinadas ao governo do oblast:

### Raions
1. Berehiv
2. Irshav
3. Khust
4. Mizhhir
5. Mukachiv
6. Perechyn
7. Rakhiv
8. Svaliav
9. Tiachiv
10. Uzhhorod
11. Velykobereznian
12. Volovet
13. Vynohradiv

### Cidades (municipalidades)
1. Berehove
2. Chop
3. Khust
4. Mukachevo
5. Uzhhorod (capital do óblast)